# Paul Keres
Paul Keres (Narva, 7 de janeiro de 1916 — Helsinki, 5 de junho de 1975) foi um enxadrista estoniano, um dos melhores jogadores de xadrez de todos os tempos que não chegou a ser Campeão do Mundo, conhecido também como "O Campeão Sem Coroa".
Entre 1937 e 1941 estudou matemática na Universidade de Tartu.
Em 1938 ganhou o torneio AVRO, onde estiveram os 8 melhores jogadores da época. O vencedor deste torneio provavelmente seria o aspirante ao título mundial, mas com o início da Segunda Guerra Mundial não houve acordo com o campeão da época, Alekhine. Em 1948 Keres ficou em 4º no match de Haia/Moscou donde saiu Mikhail Botvinnik como novo campeão. Fez 10,5 pontos em 20, significando um grande fracasso para si mesmo, já que era um dos favoritos. Cabe mencionar que sua situação pessoal era difícil porque durante a guerra, quando a Estônia esteve sob controle alemão, participou de diversos torneios da Europa ocupada. Tal feito fez recair suspeitas de traição vindas das autoridades soviéticas, que o acusaram insistentemente ao ponto dele temer por sua própria vida.
São de sua autoria algumas inovações e melhorias no jogo de xadrez, como por exemplo o Ataque Keres da defesa siciliana.
Keres venceu três campeonatos da URSS (1947, 1950 e 1951) e participou  do torneio de candidatos em cinco (Zurique 1953 (2º), Amsterdã 1956, Iugoslávia 1959 e Curaçao 1962), porém nunca se classificou para um match pelo título mundial.
A nota de 5 coroas estonianas (5 krooni) possui sua imagem estampada.
Pode-se encontrar uma estátua de Paul Keres em Tõnismägi, Tallinn.

## Principais resultados em torneios
| Data | Local                   | Colocação | Observações |
| ---- | ----------------------- | --------- | --- |
| 1937 | Semmering/Baden de 1937 | 1         | Com Reuben Fine em segundo, José Raul Capablanca em terceiro e Samuel Reshevsky em quarto.                         |
| 1938 | AVRO 1938               | 1         | Forte torneio com a participação de Mikhail Botvinnik, Machgielis Euwe, Alexander Alekhine e José Raúl Capablanca. |